# Alf Konningen
Alf Konningen (* 24. Juni 1901 in Sandsvær; † 27. Januar 1978 in Kongsberg) war ein norwegischer Skirennläufer.

## Biografie
Konningen war einer der Pioniere des alpinen Skirennsports in Norwegen. 1934 gewann er in seiner Heimatstadt Kongsberg den ersten Abfahrtslauf des Landes. Im darauf folgenden Winter ging er nach Deutschland und Frankreich, um Erfahrung zu gewinnen und sich mit den Läufern aus den Alpenländern zu messen.
Im Februar 1935 nahm er an den Skiweltmeisterschaften im schweizerischen Mürren teil, bei der er im Abfahrtslauf auf den 18. Platz fuhr. Im Jahr darauf war er Mitglied der norwegischen Mannschaft bei den Olympischen Winterspielen in Garmisch-Partenkirchen, wo erstmals alpine Wettbewerbe auf dem Programm standen. Nachdem er in der Abfahrt auf Rang 5 gefahren war, wurde er Neunter im Slalom und belegte in der abschließenden Kombinationswertung Rang 8. 1938 wurde er Dritter der Kombination bei den erstmals ausgetragenen norwegischen Skimeisterschaften.
Nach Beendigung seiner Sportlaufbahn arbeitete er bis zu seinem Eintritt in den Ruhestand als Dreher.

## Erfolge

### Olympische Spiele
- Garmisch-Partenkirchen 1936: 8. Kombination

### Weltmeisterschaften
- Mürren 1935: 18. Abfahrt